# Аникин Камень
Аникин Камень — утёс («боец») на правом берегу реки Томь в 350 метрах ниже устья реки Шумиха и в 4,5 километрах выше по течению села Яр. Утёс выступает над водой на высоту до 10 метров, прилегающий яр имеет высоту до 20 метров. На выступающем в реку конце имеется каменная площадка длиной около 80 м. Назван утёс по имени крестьянина, владевшего здесь наделом земли.
Аникин Камень объявлен особо охраняемой природной территорией областного значения площадью 11,6 гектаров на территории Томского района постановлением Администрации Томской области от 5 марта 2008 г. № 45а.
Геологическое строение утёса представляет собой коренные выходы осадочных и интрузивных пород палеозойского фундамента с встречающимися в прослойках сланцев окаменелостями, которые свидетельствуют о нижнекаменноугольном возрасте сланцев.
При археологических раскопках здесь были найдены фрагменты керамики, камни со сколами, датирующиеся поздним бронзовым веком.
В 3 километрах ниже по течению Томи находится похожий природный объект — камень «Боец».